# Durkhanai Ayubi
Durkhanai Ayubi, född 1985, är en afghansk matexpert och kokboksförfattare. Hon är mest känd för sin kokbok Parwana. Ayubi är bosatt i Adelaide i Australien.

## Uppväxt
Ayubi föddes 1985 i Kabul i Afghanistan. Hon och hennes familj tvingades fly till Pakistan under Afghansk-sovjetiska kriget samma år som hon föddes. Väl i Pakistan bodde Ayubi och hennes familj två år i ett flyktingläger, innan de 1987 kom till Australien. De bodde i Melbourne i två år innan de 1989 flyttade till Adelaide.

## Karriär
År 2009 öppnade Ayubi och hennes familj restaurangen Parwana i Adelaide. Restaurangen skulle senare komma att inspirera Ayubi till hennes kokbok med samma namn. 2014 öppnade familjen ytterligare en restaurang, med namnet Kutchi Deli Parwana och de driver även Shirni Parwana, som serverar desserter.
I september 2020 publicerades kokboken Parwana, som Ayubi skrivit. Kokboken innehåller ungefär 100 recept av afghansk mat, men även texter om afghansk historia och kultur och hur olika ideologier förändrar och påverkar samhället.